# Illerursprung

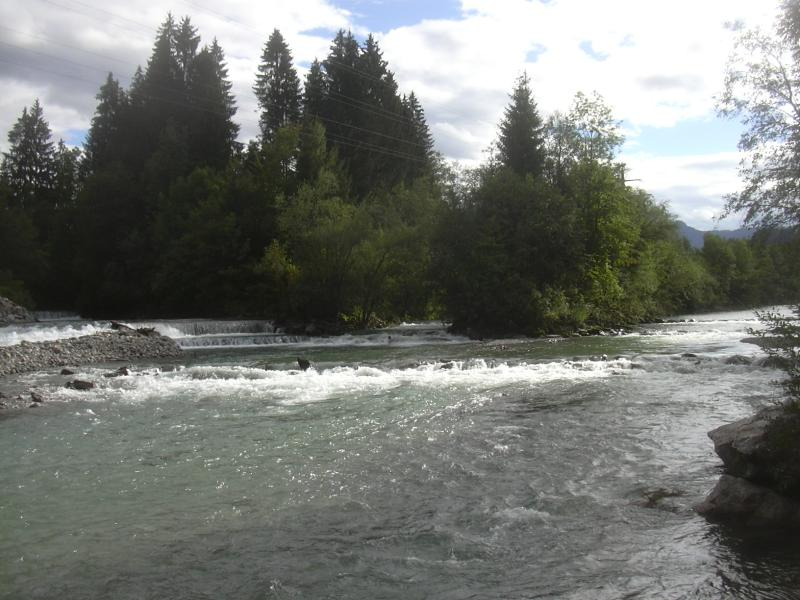
Illerursprung mit Trettach, Stillach und Breitach (von links nach rechts)

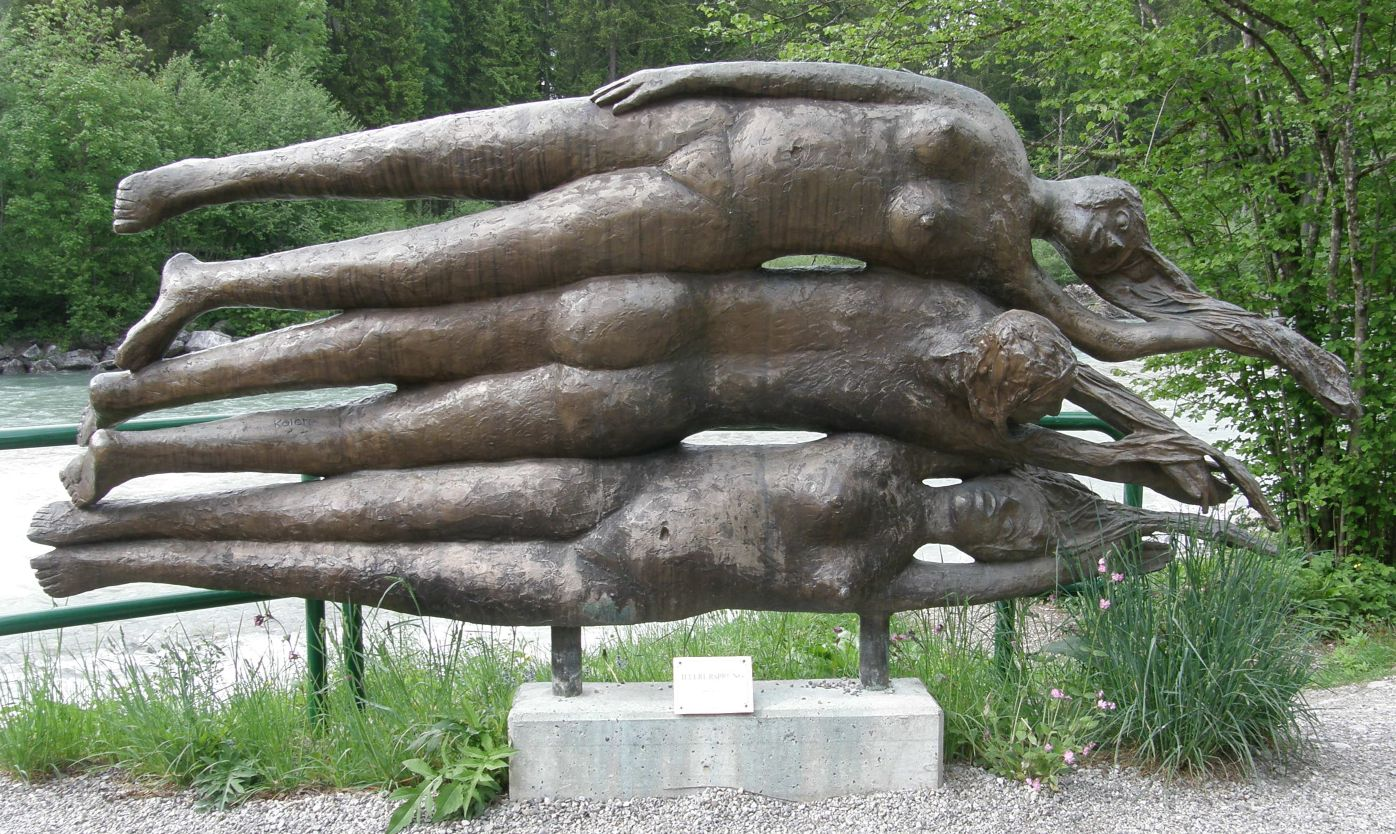
Der Bronzeguss mit dem Titel „Illerursprung“ von Walter Kalot steht heute direkt am Zusammenfluss von Trettach, Stillach und Breitach. Die drei liegenden Frauengestalten symbolisieren die Quellnymphen der drei Bäche.

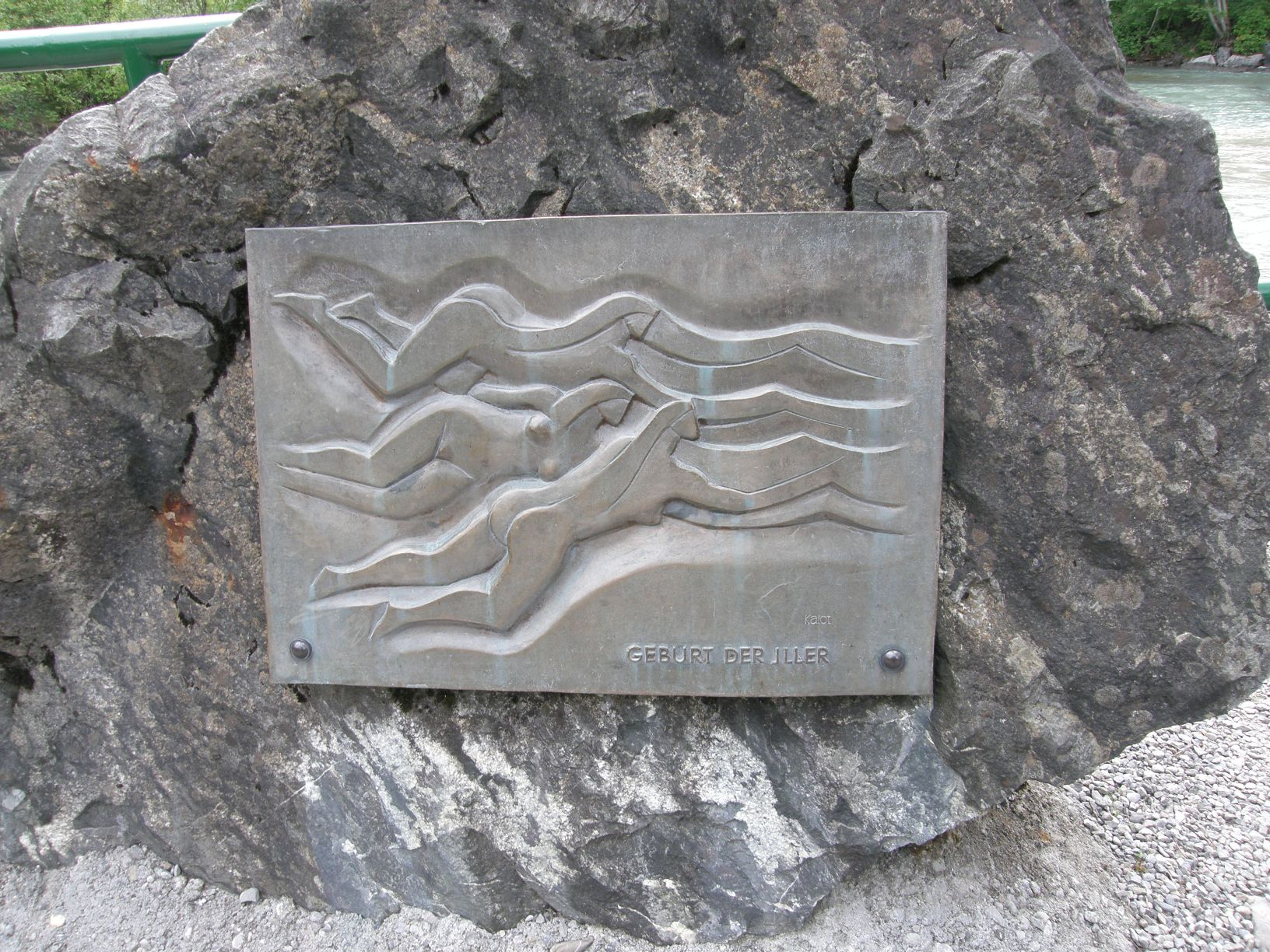
Relief von Walter Kalot, ebenfalls am Illerursprung, mit dem Titel „Geburt der Iller“

Der Illerursprung bezeichnet den Ursprung der Iller im Allgäu (Landkreis Oberallgäu, Bayern, Deutschland).

## Lage
Der Ursprung des Flusses liegt etwa 2 km nördlich der Innenstadt von Oberstdorf etwas östlich der B 19. An dieser nur zu Fuß oder per Rad erreichbaren Stelle fließen die von Südwesten aus dem Kleinen Walsertal kommende Breitach, die von Süden aus dem Stillachtal heranfließende Stillach und die von Südosten aus dem Trettachtal kommende Trettach zur Iller zusammen. Der Illerursprung bildet zugleich das Ende des von Ulm kommenden Iller-Radweges.

## Künstlerische Gestaltung des Illerursprungs
Der Oberstdorfer Künstler Walter Kalot hat für diesen Ort eigens das Kunstwerk Illerursprung geschaffen. Das Kunstwerk steht auf der rechten Seite des Flusses. Drei weibliche Wesen liegen horizontal übereinander und strecken ihre Köpfe und Arme flussabwärts in Richtung Mündung. Stand das Werk zunächst im Oberstdorfer Fuggerpark, so hat es 2005 seinen Platz an dieser Stelle gefunden.
Ebenso befindet sich dort vom selben Künstler das Relief Geburt der Iller.